# Helmut Wunderlich
Helmut Wunderlich (* 3. Dezember 1919 in Draisdorf; † 22. Dezember 1994 in Berlin) war ein deutscher  Wirtschaftsfunktionär und Politiker (SED). Er war Minister für Allgemeinen Maschinenbau der DDR und Generaldirektor des VEB Carl Zeiss Jena.

## Leben
Der Sohn eines Arbeiters absolvierte nach dem Besuch der Volksschule von 1934 bis 1935 eine Lehre als Dreher und war danach ein Jahr im Beruf tätig. Von 1938 bis 1940 studierte er an der Staatlichen Ingenieurschule Chemnitz, mit dem Abschluss als Ingenieur für Maschinenbau. Er wurde zum Kriegsdienst in die Wehrmacht eingezogen und geriet in sowjetische Kriegsgefangenschaft.
Nach seiner Rückkehr nach Deutschland 1949 war er bis 1950 Sachbearbeiter in der VVB Werkzeugmaschinen, besuchte 1950 die Deutsche Akademie für Staats- und Rechtswissenschaft „Walter Ulbricht“ in Forst Zinna und trat 1951 der SED bei. Bis 1953 war er Direktor des VEB Schwermaschinenbau NOBAS Nordhausen.
Nach der Aufteilung des Ministeriums für Maschinenbau in drei Ministerien wurde Helmut Wunderlich am 2. Februar 1953 zum Minister für Allgemeinen Maschinenbau berufen, doch schon bald wieder abgelöst und als stellvertretender Minister für Maschinenbau eingesetzt. Anschließend war er Staatssekretär im Ministerium für Maschinenbau. Am 15. April 1955 wurde das Ministerium in zwei Ministerien aufgeteilt und er erneut zum Minister für Allgemeinen Maschinenbau berufen (Nachfolger von Heinrich Rau). Am 20. Mai 1955 wurde ihm von der 6. Tagung der Volkskammer das Vertrauen als Minister ausgesprochen. Bei der Auflösung der Industrieministerien im Februar 1958 verlor er zunächst seine Funktion als Minister und nahm bis 1960 die gleichen Aufgaben als Abteilungsleiter für Maschinenbau und ab 1959 als stellvertretender Vorsitzender in der Staatlichen Plankommission wahr. Vom 31. Juli 1961 bis November 1963 fungierte er als stellvertretender Vorsitzender des Volkswirtschaftsrates.

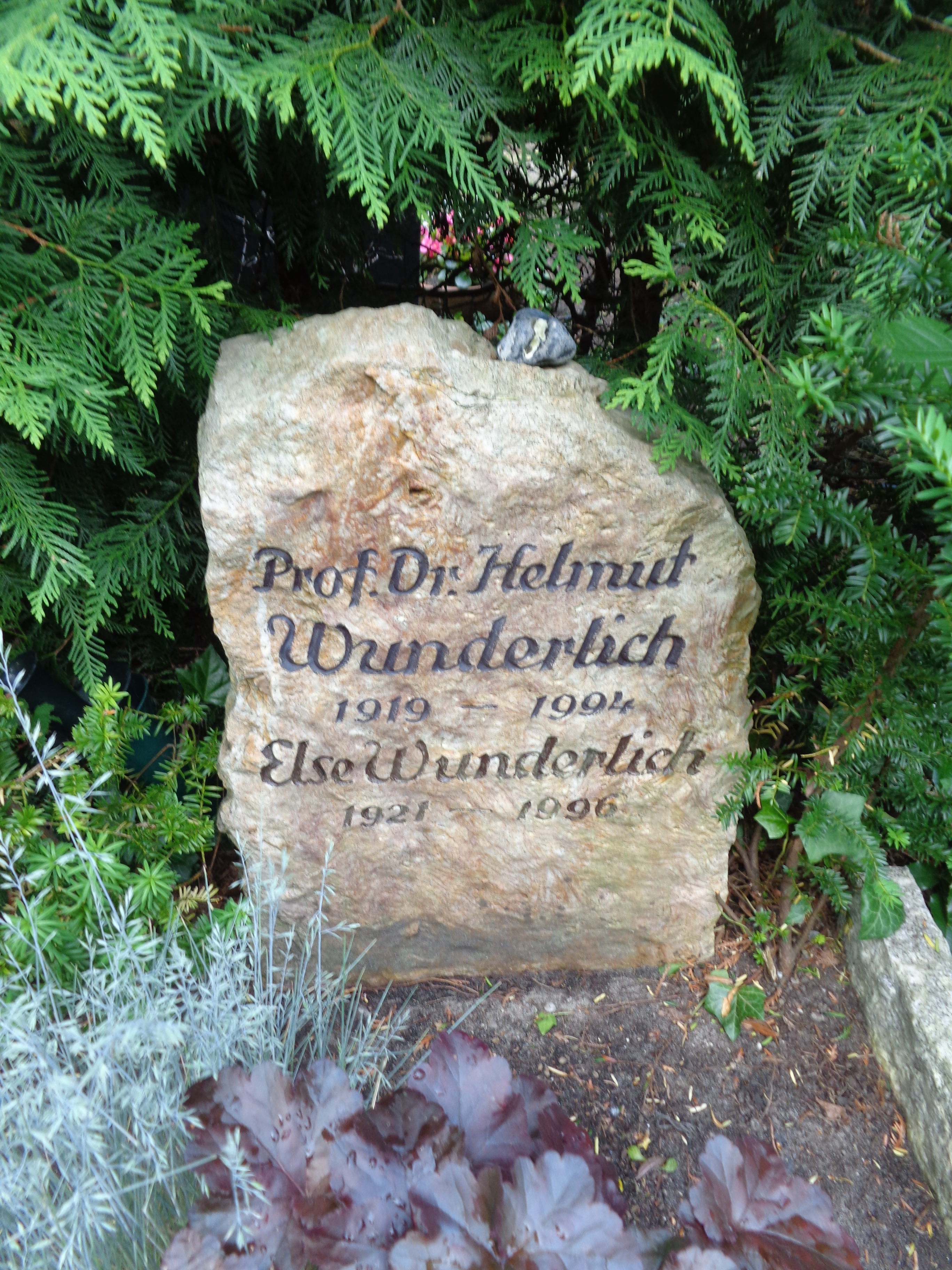
Grab auf dem Waldfriedhof Grünau

Im Februar 1964 wurde er Direktor des VEB Elektrokohle Berlin-Lichtenberg, 1967 Direktor des VEB Transformatorenwerk Berlin-Oberschöneweide. Von 1967 bis 1971 war er Mitglied der SED-Bezirksleitung Berlin. Gesellschaftlich war er ab 1966 als Mitglied des Präsidiums der URANIA und als ehrenamtliches Vorstandsmitglied des FC Vorwärts Berlin tätig. Außerdem war er ab 1970 Mitglied des Präsidiums der Kammer der Technik.
Am 1. Juni 1971 wurde er von Minister Otfried Steger als Nachfolger von Ernst Gallerach in das Amt des Generaldirektors des VEB Carl Zeiss Jena eingeführt. Von Juni 1971 bis Mai 1976 war Wunderlich auch Kandidat des Zentralkomitees der SED und von November 1971 bis 1976 Abgeordneter der Volkskammer. Vom 22. Mai 1976 (IX. Parteitag der SED) bis 16. April 1981 (X. Parteitag) war er Mitglied der Zentralen Revisionskommission der SED. Im Oktober 1975 wurde er als Generaldirektor des VEB Carl Zeiss Jena durch Wolfgang Biermann abgelöst. Er wurde dann als wissenschaftlicher Mitarbeiter und später als Gruppenleiter im Zentralinstitut für sozialistische Wirtschaftsführung beim ZK der SED tätig.
Wunderlich lebte zuletzt in Berlin. Er starb im Alter von 75 Jahren und wurde auf dem Waldfriedhof Grünau bestattet.

## Auszeichnungen
- 1962 Ehrennadel der Gesellschaft für Deutsch-Sowjetische Freundschaft in Gold
- 1967 und 1969 Orden Banner der Arbeit
- 1971 Vaterländischer Verdienstorden in Silber und 1980 in Gold
- 1975 Ehrentitel Verdienter Metallarbeiter der Deutschen Demokratischen Republik